# Свещена Римска империя
Свещената Римска империя (на латински: Sacrum Romanum Imperium; на немски: Heiliges Römisches Reich) или (от 1512 г.) Свещена Римска империя на германската нация (на латински: Sacrum Imperium Romanum Nationis Germaniae) е историческо, многоетническо държавно образувание в Западна и Централна Европа, което се формира в Ранното средновековие и съществува до разпускането си през 1806 година, по време на Наполеоновите войни. Най-голямата територия на империята след 962 година е Кралство Германия, но с времето към нея са включени съседните Бохемско, Бургундско и средновековното Италианско кралство, както и множество други територии.
На 25 декември 800 година папа Лъв III коронясва франкския крал Карл Велики за император, възстановявайки тази титла в Западна Европа повече от три века след края на античната Западна Римска империя през 476 година. Тя се предава в династията на Каролингите до 888 година и отново през 896 – 899 година, след което става предмет на спорове в поредица от граждански войни между местни владетели в Италия до смъртта на последния претендент Беренгар I през 924 година. Титлата е възстановена през 962 година, когато германският крал Отон I е коронясан за император, обявявайки се за наследник на Карл Велики и поставяйки началото на непрекъсната поредица императори през следващите осем столетия. Някои историци приемат коронацията на Карл Велики за начало на империята, докато други предпочитат коронацията на Отон I. Същевременно изследователите като цяло са съгласни, че институциите и принципите на империята еволюират постепенно в продължение на дълго време.
За цялата история на своето съществуване Свещената Римска империя остава силно децентрализирана държава, със сложна феодална йерархична структура, обединяваща няколкостотин различни по религия, език, култура и степен на самостоятелност териториално-държавни образувания. Начело на империята стои император, чиято титла не е наследствена, а се дава на определен избраник от избирателната колегия на курфюрстите. Властта на императора никога не преминава в абсолютна и остава ограничена само до най-висшата аристокрация на Германия, а от края на XV век – до Райхстага, представляващ интересите на основните съсловия на империята.
В ранния си период, Свещената Римска империя има характер на феодално-теократична държава, а владетелите ѝ претендират за върховната власт в християнския свят. Укрепването на Папския престол и многовековната борба за притежание на Италия, при едновременното увеличаване на властта на местните владетели в Германия, драстично отслабват централната власт в империята. В периода на Късното средновековие надделяват процесите на разпадане, които заплашват да превърнат империята в общност от полунезависими държави. Все пак, извършената в края на XV и началото на XVI век „имперска реформа“ успява да укрепи единството на страната и оформя нов баланс на властта между императора и съсловията, което позволява на империята да се конкурира успешно с националните държави в Западна Европа. Кризите на Реформацията и на Тридесетгодишната война са преодолени с цената на засилващо се ограничаване на властта на владетеля и превръщането на общосъсловния Райхстаг в основен елемент на имперската структура. В периода на Новото време, в империята съвместно съществуват няколко вероизповедания, запазва се самостоятелността на отделните владения, от които е съставена, както и традиционните права и привилегии на съсловията. За сметка на това, империята губи способностите си за експанзия, засилване на централната власт и водене на нападателни войни. Развитието на големите германски херцогства по пътя на вътрешната консолидация и формирането на тяхна собствена държавност влиза в противоречие с традиционната структура на империята, което довежда до застой на централните институции и разпадането на имперската система през XVIII век. Свещената Римска империя просъществува до 1806 г. и е унищожена по време на Наполеоновите войни, когато е образуван Рейнския съюз, а последният император Франц II абдикира.

## Характер на държавата
В продължение на цялото си 844-годишно съществуване, Свещената Римска империя си остава йерархично държавно образувание от феодален тип. Тя никога не успява да придобие характер на национална държава като Англия или Франция, и така и не достига до висока степен на централизация на властта. Империята не е нито федерация, нито конфедерация, в съвременния смисъл на думите, а продължително време съчетава елементи и от двете форми на управление. Съставът на империята се характеризира с изключително разнообразие: големи полунезависими курфюрства и херцогства, княжества, епископства и графства, свободни градове, малки абатства и незначителни рицарски владения – всички те са субекти на империята, притежаващи различни права. Властта на императора никога не достига до абсолютизъм, а е поделена с висшата аристокрация. Освен това, за разлика от други европейски страни, жителите на империята не са директно подчинени на императора, а на свой собствен владетел – светски или църковен, рицар или магистрат. Това формира две нива на властта в страната: императорско и териториално – често в противоречие помежду си.
Всеки субект на империята, особено силни държави като Австрия, Прусия или Бавария, притежава голяма степен на самостоятелност във вътрешните си дела и определени прерогативи във външната си политика. Все пак върховенството на държавната власт остава атрибут на империята, а разпоредбите на имперските институции и нормите на имперското право имат задължителна сила (макар понякога и само на теория) за всички съставляващи я държавни образувания. За Свещената Римска империя е характерна специфичната роля на църквата, която придава на империята елементи на теокрация, макар че това е първата държавна структура в Европа, която след Реформацията осигурява продължително мирно съществуване на няколко вероизповедания в рамките на една държава.
Развитието на Свещената Римска империя е в условията на постоянна борба между тенденциите на дезинтеграция и интеграция. Първата е изразена от по-големите териториални образувания, постепенно придобиващи характер на суверенни държави, които се стремят да се освободят от властта на императора. В същото време основните консолидиращи фактори са императорския престол, имперските учреждения и институции (Райхстага, имперският съд, системата на законодателни забрани за използването на военна сила за разрешаване на конфликтите между отделните владетели), католическата църква, германската национална идентичност, както и имперския патриотизъм (на немски: Reichspatriotismus), коренящ се в социалното съзнание за лоялност към империята и към императора като неин върховен представител (но не като представител на конкретна династия).

## Наименование
Определението „Свещена“ отразява дълготрайната идея за Германия като естествен хегемон на християнския свят и най-могъщ светски защитник на папския престол и християнската църква от иноверски посегателства и заплахи, а съчетанието „Римска империя“ съдържа представата за реставрация и обновление на единната универсална империя на цивилизованите народи, получила своя завършен вид през епохата на античната Римска империя.
Възникнала през 962 г., Свещената Римска империя претендира за приемник на Римската империя и франкската империя на Карл Велики, и се опитва да се превърне в универсално държавно образувание, което да обедини целия европейски християнски свят. Отон I Велики, първият монарх на империята, използва титлата Imperator Romanorum et Francorum („император на римляни и франки“). Въпреки че ядрото на империята винаги е била Германия, нейният сакрален център е Рим: в този град, до XVI век се провеждат коронациите на императорите, и именно от Рим, по средновековните представи, произтича тяхната божествена власт. Титлата Imperator Augustus Romanorum („римски император“) е използвана от Отон II (973 – 983), а словосъчетанието „Римска империя“ за пръв път е споменато в източници от 1034 г. В същото време, употребата на титлата предизвиква остри реакции във Византия, където се смята, че само византийския император има право да се нарича „римски император“.
Монарсите на Свещената Римска империя претендират за върховната духовна власт на територията ѝ и за ролята на защитници и покровители на европейската християнска църква. Първоначално, за това не е било нужно отделно споменаване в титулатурата, но след края на борбата за инвеститурата и разпространението на идеята за върховенството на римския папа в духовната сфера, към името на империята започва да се добавя думата „Свещена“ (на латински: Sacrum – първо, вероятно през 1157 г.), която подчертава претенциите на императорите в отношенията с църквата. Използването на епитета „свещен“ не за личността на владетеля, а за държавното образувание, както изглежда е нововъведение, въведено от канцеларията на император Фридрих I Барбароса (1152 – 1190). Всъщност името „Свещена Римска империя“ в латинския вариант Sacrum Romanum Imperium се появява за първи път през 1254 г., а еквивалента (на немски: Heiliges Römisches Reich) – едва век по-късно, по време на управлението на Карл IV (1346 – 1378).
Посочването на „германската нация“ в титлата на императора започва да се използва през средата на 15 век, когато повечето негермански земи са загубени и империята започва да се възприема повече като национална немска държава. Първите сведения за използването на титлата се съдържат в Закона за земския мир от 1486 г. на император Фридрих III. Крайната форма на името си, империята придобива в началото в 16 век: през 1512 г. Максимилиан I, в обръщението си към Райхстага, за първи път официално използва името „Свещена Римска империя на германската нация“ (на немски: Heiliges Römisches Reich Deutscher Nation).
Към средата на 18 век, империята губи и последното останало ѝ влияние в Италия, императорът е лишен от прерогативите си в църковната сфера, а тенденциите на дезинтеграция фактически превръщат Германия в конгломерат от полунезависими княжества. Това дава повод на Волтер да заяви, че Свещената Римска империя вече не е „нито свещена, нито римска, нито империя“. В последните си документи (Заключителното постановление на имперската депутация от 1803 г. и манифеста на Франц II за разпускането на империята от 1806 г.), държавата вече се нарича просто „Германска империя“ (на немски: Deutsches Reich).
Доколкото през по-голямата част от съществуването си Свещената Римска империя е единственото държавно образувание в Западна Европа, чийто монарх носи титлата „император“, тя често е наричана просто „Империята“. През XIX век, след образуването на Германската и Австрийската империи, по отношение на предшественицата им се е използвало названието „Старата империя“. Във връзка с това, че за наименованието на нацисткия режим в Германия през 1933 – 1945 г. неофициално е употребяван терминът „Третият райх“, по отношение на Свещената Римска империя се използва обозначението „Първият райх“.

## История
Идеята за империя (на латински: Imperium), единна държава, обединяваща целия цивилизован и християнски свят, произлиза от времето на Древния Рим и преживяла второ рождение при Карл Велики, се съхранява и след разделянето на Франкската империя на Каролингите. Империята в общественото съзнание е земно превъплъщение на Царството Божие, най-добрия модел на организация на една държава, чиито владетел поддържа мира и спокойствието в християнските страни, защитава и се грижи за просперитета на църквата и организира защитата срещу външни заплахи. Ранносредновековната концепция за империя предполага единство на държавата и църквата и тясно взаимодействие на императора и папата, осъществяващи върховната светска и духовна власт. Въпреки че столицата на империята на Карл Велики е Аахен, идеята за империя е свързана преди всичко с Рим, центъра на западното християнство и, според „Константиновия дар“ – източник на политическата власт в цяла Европа.
Първият владетел в западна Европа, който се сдобива с короната на древните римски императори, е Карл Велики. Предводител и крал на франките, Карл утвърждава единна, централизирана и християнска държава върху отломъците на някогашната римска цивилизация и я превръща в най-голямата сила в западна Европа. Франките израстват от една войнолюбива германска племенна общност до основоположници на средновековна държавност, приближаваща се по обхват до границите на разпространение на християнството в Западна и Централна Европа. В знак на признателност за неговите лични заслуги през 800 г. папа Лъв III го дарява с императорска титла. Така Карл Велики започва да се титулува освен с титлата „крал на франките“ (Rex Francorum) и с титлата „император на римляните“ (Imperator Romanorum). Самото му коронясване в Рим ознаменува символичната и духовна реставрация на католическата християнизираната империя като преход на върховната имперска власт (translatio imperii). Но създадената от Карл Велики франкска империя е само прототип на възникналата няколко века по-късно „Свещена Римска империя“, и в този смисъл е съвсем погрешно да се слага знак на историческа идентичност между двете империи – франкската и германо-римската.
След смъртта на Карл Велики настъпва бърз упадък на държавното единство, продължил над едно столетие (IX, докъм средата на X век). Франкската държава, на теория – реставрираната римска империя, се разпада на три части – Източнофранкско кралство (Германия), Западнофранкско кралство (бъдещата Франция), и Среднофранкско кралство, но основната ос на пълзящо напрежение и раздор се дължи на растящото отчуждение между източните и западни франки. По зла ирония мисията на франките да бъдат държавно-творчески народ намира продължение в постепенното романизиране и тотално асимилиране на западните франки от завареното гало-романско население, а създадената с меч франкска държава губи германския си облик в тези предели, за да бъде обсебена и на свой ред докрай романизирана в основите на бъдещото кралство Франция.
Делбата на наследството на Карл Велики оставя дълбока следа в германската и общоевропейска история, като прекроява съдбата на многолюдни племенни общности с иначе еднаква кръв, език и нрави, за да ги превърне във вечни съперници и врагове. Своеобразен завършек на кризата в държавната идея за всеобща християнска империя слагат владетелите на Източно-франкското кралство, които единствени бранят ревниво древните германски родови традиции, нрави и език, без при това да отвръщат поглед от културното очарование на Вечния град с неговото наследство.
При управлението на Хайнрих I Птицелов (919 – 936) и особено на сина му Отон I Велики (936 – 973), германското кралство значително укрепва. Към средата на 10 век една изконно германска династия – Саксонската – възвръща блясъка и духовния престиж на римската корона. Второто по същество религиозно посвещаване в титулатурата „Imperator et augustus“ се постига от най-блестящия представител на саксонската династия, Отон Велики, (р. 912 – 973 г.). Отон Велики в ред отношения може да се сравнява с фигурата на самия Карл Велики. Забележителният саксонец приема имперската корона от ръцете на папата през 962 г. и разширява пределите на източнофранкското кралство (Германия) до невиждани дотогава размери, опрян както на произтичащото от високата титла право на върховен суверенитет върху всички християнски народи подвластни на папата, така и върху силата на германското оръжие. Неговата родина Саксония е разположена в сърцето на германската народностна общност, и дори само по силата на този факт „империята на римляните“ мислено се превръща в германска власт, а властта над германците – в приемственост на римските държавно-творчески традиции.
В състава на държавата влиза богатото херцогство Лотарингия с бившата имперска столица на Каролингите – Аахен, отразени са набезите на маджарите (битката на река Лех през 955 г.), започва активна експанзия в славянските земи по Полабието и Мекленбург.
Така вследствие способностите и енергията на германските племенни предводители средновековната германска държавност се превръща в нещо повече от обикновено варварско кралство, възникнало върху руините на римската империя, и на Германия, а не на Франция, предстои да извърши едно великолепно продължение на римското държавно и политическо наследство. Ритуалът на помазание на Карл Велики е подет и превърнат от Отон Велики в своеобразна културна норма и държавно-правна традиция. Посвещаването на германските крале в имперско достойнство включва тържествена литургия в папската базилика „Св. Петър“, помазание в присъствието на висши духовни и светски сановници и коронясване с короната на римските императори от римския папа – единственият законен пазител на символите на Вечния град и Римската империя.
От друга страна, типичният за средновековната християнска цивилизация аргумент – както е един Бог на небето, така е един и императорът на земята, води до дипломатически усложнения поради безспорното наличие на още един християнски император – византийският василевс, при това в качеството му на пряк наследник на древната римска и имперска традиция. Императорите се оказват двама, и това обстоятелство постоянно трови отношенията между Византия и Свещената Римска империя, а династичните бракове и размяната на посолства не успяват да ги подобрят.
Свещената Римска империя на германската нация (както гласи приетото през Хабсбургската епоха пълно название на средновековна Германия) оцелява чак до началото на 19 век, като надживява както Византийската империя, така и прехода към Новото време, макар че към края на Средновековието кралете, графовете и принцовете в империята успяват да се сдобият с по-голяма власт за сметка на императорите и след време стават почти автономни управници на своите територии. Това се дължи както на религиозно-сакралната легитимация на имперската корона вследствие на симбиозата с папския престол, така и на потребността на Ватикана от военна закрила. Империята дължи своята устойчивост най-вече на удивителната енергия на германската нация във всички сфери на материалния и духовен живот и на непоколебимата и яростно отстоявана вяра на германците в своята изключителност – качество, забелязано още от римския историк Тацит.
Териториалният обхват на Свещената Римска империя първоначално включва в основни линии етническото пространство на германските племена, но прекомерната самостоятелност на германските князе и относителна слабост на централната имперска власт, вътрешните раздори и религиозни войни, както и възникването на силни градски съюзи през 13-и и особено през XIV век, довеждат до постепенно отделяне на някои региони. Това са: Съюз на свободните кантони – Швейцария; Съединени провинции – Холандия; Дофине – предложено в наследствен дар на френската корона от бездетен херцог, подвластен на германския император, в замяна на пожизнени привилегии и издръжка; Бургундия (след редица превратности анексирана от Франция), Елзас и Горна Лотарингия (също анексирани от Франция). Така привидно обширната средновековна германска империя, устроена по римски образец, в действителност никога не постига пълно обхващане и включване на всички германци в пределите на една държава.
Хабсбургите играят значителна роля в историята на империята след като Рудолф I успява да направи династията една от водещите германски феодални династии. Свещената Римска империя прекратява съществуването си при управлението на Франц II след поражението в Наполеоновите войни

### Отношения с папската власт
Благословията на папата по един дълбоко символичен начин преобразява краля на германците от владетел на един отделен народ в законен наследник и правоприемник на „световната“ Римска империя, и поне на теория – във върховен светски повелител и покровител на всички християнски народи. Този ритуал на практика ознаменува единението на светската и духовната власт в постигането на мир на земята като предпоставка за спасение на душите. Чрез римския папа в качеството му на „наместник на Христос на земята и приемник на апостол Петър“ германският крал получава своеобразна „небесна“ санкция да покровителства, брани и воюва в името на християнската религия, като невинаги изречените, но винаги мислените очаквания на римския първосвещеник към него са: „това, което църквата не може да завоюва със силата на едното свято слово, ти трябва да постигнеш със силата на своя меч!“. В светлината на тази претенция тържествената литургия, ритуалът на миропомазание и посвещаване в императорско достойнство имат своята цена, и тя носи не само и не непременно оптимистични перспективи.
От ритуала произтичат и тежки задължения за новия римски император, който трябва да брани със собствени ресурси папския престол и Рим от външни и вътрешни противници. Това го превръща в заложник на дълбоко чужди на германската народност интереси и интриги и отвлича почти цялото му внимание, енергия и сили от решаването на съществени и нетърпящи отлагане германски дела, за да го вкара във водовъртежа на италианския политически и социален хаос през Средновековието. Важен етап от взаимоотношенията на германския крал с папството е борбата за инвеститурата, продължила около 50 години.

## Система на управление

### Органи на управление през Средновековието
В ранния период, административната система на империята е слабо диференцирана. Императорът лично осъществява управлението, периодически обхождайки всички региони на държавата. Към него има канцелария, соъстояща се от три отдела: германски, италиански (от 962) и бургундски (от 1033), начело на които стоят ерцканцлери.

### Столица
В средновековната Свещена Римска империя е нямало трайни, фиксирани столици. Кайзерът (т.е. императорът) е обикалял из страната с цел осъществяване на държавните си дела и е живял ту в един дворец (кралски пфалц), ту в друг. В тях той е провеждал придворни събрания, всеимперски събрания, празнични чествания на важни църковни празници и т.н.